# Roger FitzMiles

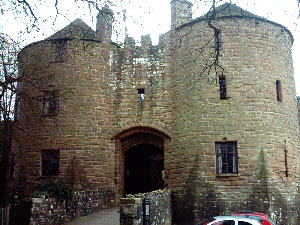
Château de St Briavels

Roger FitzMiles ou Roger de Hereford († 1155), 2e comte d'Hereford, est un important baron anglo-normand de l'ouest du Royaume d'Angleterre, capitaine du parti de Mathilde l'Emperesse dans la guerre civile (1139-1153) pour le trône d'Angleterre qui oppose cette dernière à Étienne d'Angleterre.

## Biographie

### Début de carrière
Il est le fils aîné de Miles de Gloucester († 1143), 1er comte d'Hereford, et de Sybille, fille et héritière de Bernard de Neuf-Marché, le conquérant du royaume de Brycheiniog (dit aussi Brecknock ou Brecon). Vers le début de l'année 1138, il épouse Cécile, la fille et héritière de Pain FitzJohn. Grâce à elle, il prend le contrôle d'un honneur substantiel qui comprend la seigneurie d'Archenfield dans le Herefordshire, ainsi que des revendications sur la seigneurie d'Arwystli, dans le Pays de Galles, et sur l'honneur de Weobley, confisqué à Robert de Lacy.
Durant la guerre civile pour le trône d'Angleterre entre le roi Étienne d'Angleterre et Mathilde l'Emperesse, son père a rejoint le parti angevin de cette dernière. Roger devient son lieutenant, avant de lui succéder à sa mort en 1143. Il contrôle alors les villes de Gloucester et Hereford, la forêt de Dean, l'ouest du Herefordshire et, au Pays de Galles, la seigneurie de Brecknock et le nord du Gwent.

### Un baron qui sert en priorité ses propres intérêts
Dans les premières années, il collabore avec son voisin Robert, le comte de Gloucester, respectant notamment le traité d'alliance signé avec lui par son père. Il est donc naturellement l'un des barons du parti de Mathilde l'Emperesse. Il répond à l'appel du comte de Gloucester en 1144 et le rejoint à Tetbury (Gloucestershire), participant à la campagne militaire qui suit. Il est dans l'ombre du comte de Gloucester, le commandant militaire du parti angevin, bien que Roger soit en réalité le plus puissant des deux barons.
Roger FitzMiles travaille surtout à accroître son contrôle sur le Herefordshire, étendant son influence sur ses voisins de moindre importance. En 1144, il s'empare de Winchcombe (nord du Gloucestershire), y construisant un château lui permettant d'augmenter son emprise sur ce comté. En 1146, avec son frère Gautier, lord de Grosmont et Abergavenny, il capture Roger de Berkeley, espérant s'emparer de son château de Dursley (centre-ouest du Gloucestershire). Il viole ainsi un traité passé avec lui, ce qui provoque une brève tentative infructueuse de Philippe, un fils de Roger de Gloucester, de lui reprendre le contrôle du nord-est du Gloucestershire.
À la mort de Robert de Gloucester en 1147, Roger reprend le commandement militaire du parti de l'Emperesse. Il a alors le champ libre pour la réalisation de ses ambitions dans la région. Peu après, il arrive à un accord amiable avec Guillaume FitzRobert, 2e comte de Gloucester, fils et héritier de Robert. Ce traité lui permet d'être reconnu par son voisin, avec le soutien des autres barons de la région, comme le principal baron du sud des marches.
Pour circonvenir les problèmes posés par la guerre civile, il conclut des pactes de non-agression avec ses voisins les plus puissants, Robert de Beaumont, 2e comte de Leicester, Morgan ab Owain, prince gallois du sud des marches, et Guillaume de Gloucester. L'accord passé avec le comte de Leicester est particulièrement intéressant, car celui-ci est un partisan d'Étienne d'Angleterre. Pour David Crouch, les agissements de Roger sont un des exemples les mieux documentés de la déliquescence du pouvoir royal durant le règne d'Étienne. Le pouvoir territorial est aux mains des grands barons, et les enjeux de la guerre civile passent au second plan face à leurs propres intérêts.
Grâce à ces accords, Roger FitzMiles peut alors se concentrer sur les territoires qu'il entend contrôler, soit le Herefordshire, le nord du Gloucestershire, les marches galloises du sud, et une partie du Worcestershire. Dans ce dernier comté, le pouvoir est partagé avec le comte de Leicester, qui agit en tant qu'agent pour son frère jumeau Galéran, comte de Meulan et de Worcester, et Guillaume de Beauchamp, le shérif. Dans le Herefordshire, il est en lutte contre Gilbert de Lacy pour le contrôle de l'honneur de Weobley. Dans ce conflit, il s'attache, par un traité, la coopération de son voisin et beau-frère Guillaume (II) de Briouze, lord de Radnor.

### Capitaine du parti angevin en Angleterre
Tout en continuant à privilégier ses propres intérêts, il continue néanmoins à soutenir loyalement le parti angevin. Fin 1148, début 1149, il accueille Henri Plantagenêt, le fils de Mathilde l'Emperesse en Angleterre, et l'escorte dans le nord de l'Angleterre pour qu'il y rencontre son oncle, le roi David Ier d'Écosse. Ils mènent ensuite une campagne contre les partisans d'Étienne dans le nord, mais c'est un échec. Roger et Henri doivent se réfugier à Hereford. Vers la fin de l'année 1149, c'est dans le Devon qu'ils s'attaquent au parti d'Étienne. Ils doivent ensuite défendre Devizes, le centre de commandement angevin, contre une attaque du fils d'Étienne, Eustache IV de Boulogne. Après le départ d'Angleterre d'Henri Plantagenêt, le conflit s'éteint.
En 1152, il passe cette fois un traité avec le roi lui-même, afin qu'il l'aide à libérer le shérif du Worcestershire Guillaume de Beauchamp, son allié dans ce comté, car celui-ci a été emprisonné par des hommes de Galéran IV de Meulan, le comte de Worcester. Le roi accepte, et ils assiègent ensemble le château de Worcester. Cette manœuvre a un double but pour Roger, d'abord libérer son allié, et ensuite distraire le roi de sa campagne contre les partisans angevins de Wallingford et Newbury. Finalement Étienne retourne dans le Berkshire laissant des troupes pour aider au siège. Dès son départ, la garnison du château se rend.
En 1153, Roger presse Henri Plantagenêt, maintenant duc de Normandie, de revenir en Angleterre. Il participe à la campagne qui suit, et qui aboutit au traité de Wallingford, par lequel il est convenu qu'Henri succédera à Étienne sur le trône à la mort de ce dernier.

### Sous le règne d'Henri II
Étienne meurt le 25 octobre 1154, et Henri monte alors sur le trône sous le nom d'Henri II. Le royaume qu'il reprend est en triste état. Les clauses du traité de Wallingford, approuvé par les barons d'Angleterre, prévoient notamment que toutes les possessions acquises par la force durant le règne d'Étienne doivent être rendues à leurs propriétaires de 1135. Or Roger est l'un des barons qui a le plus profité du conflit pour agrandir son patrimoine. Sa position devient dès lors difficile. Le nouveau roi affiche clairement son intention de reprendre fermement en main le royaume et de limiter la puissance de ses barons. Dès lors, il doit aussi s'attaquer au cas de Roger.
La suite des événements a traditionnellement été que Roger FitzMiles, ne supportant pas les concessions demandées, se révolte, est défait et se retire humilié à l'abbaye de Gloucester. En réalité, une analyse neutre des sources montre clairement que ce n'est pas ainsi que cela s'est passé. Tout d'abord, Roger connaissait dès 1153 les termes du traité et savait donc à quoi s'attendre. Par exemple, il est obligé de redonner à Gilbert de Lacy la possession de l'honneur de Weobley avant 1155. Il accompagne le roi à travers tout le royaume au printemps 1155. C'est à cette époque qu'une dispute éclate entre les deux hommes à propos des châteaux et domaines royaux dont le roi entend bien reprendre le contrôle. Roger retourne dans ses terres et assemble une armée composée de ses alliés dans les marches et de mercenaires gallois. Toutefois, grâce aux efforts diplomatiques de Gilbert Foliot, l'évêque d'Hereford et la volonté du roi de ne pas aller au conflit, les deux hommes décident de trouver un compromis.
Un traité est donc conclu entre le comte et le roi, et c'est très clairement ce dernier qui fait les plus importantes concessions. En effet, Roger FitzMiles obtient la confirmation de la concession des domaines royaux du Gloucestershire compris entre la Severn et la Wye (dont la forêt de Dean, mais sans le château de St Briavels) ; la confirmation de toutes les terres qu'il a acquises dans le Herefordshire, à part l'honneur de Weobley ; la ville de Gloucester et son office de shérif durant le reste de sa vie.
Roger tombe subitement malade peu après, et comprenant que son heure est arrivée, il se retire à l'abbaye de Gloucester où il meurt avant la fin de l'année. Il n'a aucune descendance, et son frère Gautier hérite du patrimoine. Henri II en profite pour réduire la puissance de la famille dans la région. Il reprend les domaines royaux dans le Herefordshire, le Gloucestershire, ainsi que la ville de Hereford. Il refuse aussi l'investiture de l'héritier au titre de comte de Hereford. Gautier meurt en Terre sainte vers 1160, et ses frères Henri et Mahel lui succèdent en peu de temps. À la mort de ce dernier en 1165, le patrimoine est divisé entre les trois filles de Miles de Gloucester, Margaret, épouse de Onfroy (II) de Bohun ; Berthe, épouse de Guillaume (II) de Briouze ; et Lucy, épouse de Herbert FitzHerbert.

## Mariage
Vers le début de l'année 1138, il épouse Cécile, fille et héritière de Pain FitzJohn, lord d'Ewyas et shérif du Herefordshire et du Shropshire. Ils n'ont aucune descendance connue.

### Sources
- David Crouch, « Roger, earl of Hereford (d. 1155) », Oxford Dictionary of National Biography, Oxford University Press, 2004. Version de novembre 2008.